# 绣针河
绣针河是位于中国山东半岛东南部的一条河流。

## 概况
发源于莒南县竹芦乡三皇山东坡，东南流，下游为赣榆与日照的界河，在日照安东卫镇荻水南入南黄海，河长45公里，流域面积396平方公里，河道平均比降5.6/1000，河网密度0.39公里/平方公里。